# Allerheiligenvloed (1675)
Bij de Allerheiligenvloed van 1675 werd voornamelijk Noordwest- en Noord-Nederland getroffen, resulterend in overstroming van:
- een heel groot gebied rond het Haarlemmermeer
- de omgeving van Amsterdam
- Noord-Holland ten oosten van Alkmaar
- het gebied tussen Schagen en Den Helder
- delen van Terschelling
- de omgeving van Stavoren en Hindeloopen
- de polder Mastenbroek bij Kampen
- Oldambt

De kronieken melden vier dodelijke slachtoffers.

## In de cultuur
- André Nuyens schreef een kinderboek, de Waterwolf, dat gaat over deze vloed, als de Zuiderzeedijk doorbreekt bij Hoorn.
- Matthias Withoos heeft een schilderij van de herstelwerkzaamheden aan de Zuiderzeedijk nabij Hoorn gemaakt.
- De rampspoed werd ook vastgelegd in verschillende nieuwsprenten uit 1675.

## Afbeeldingen

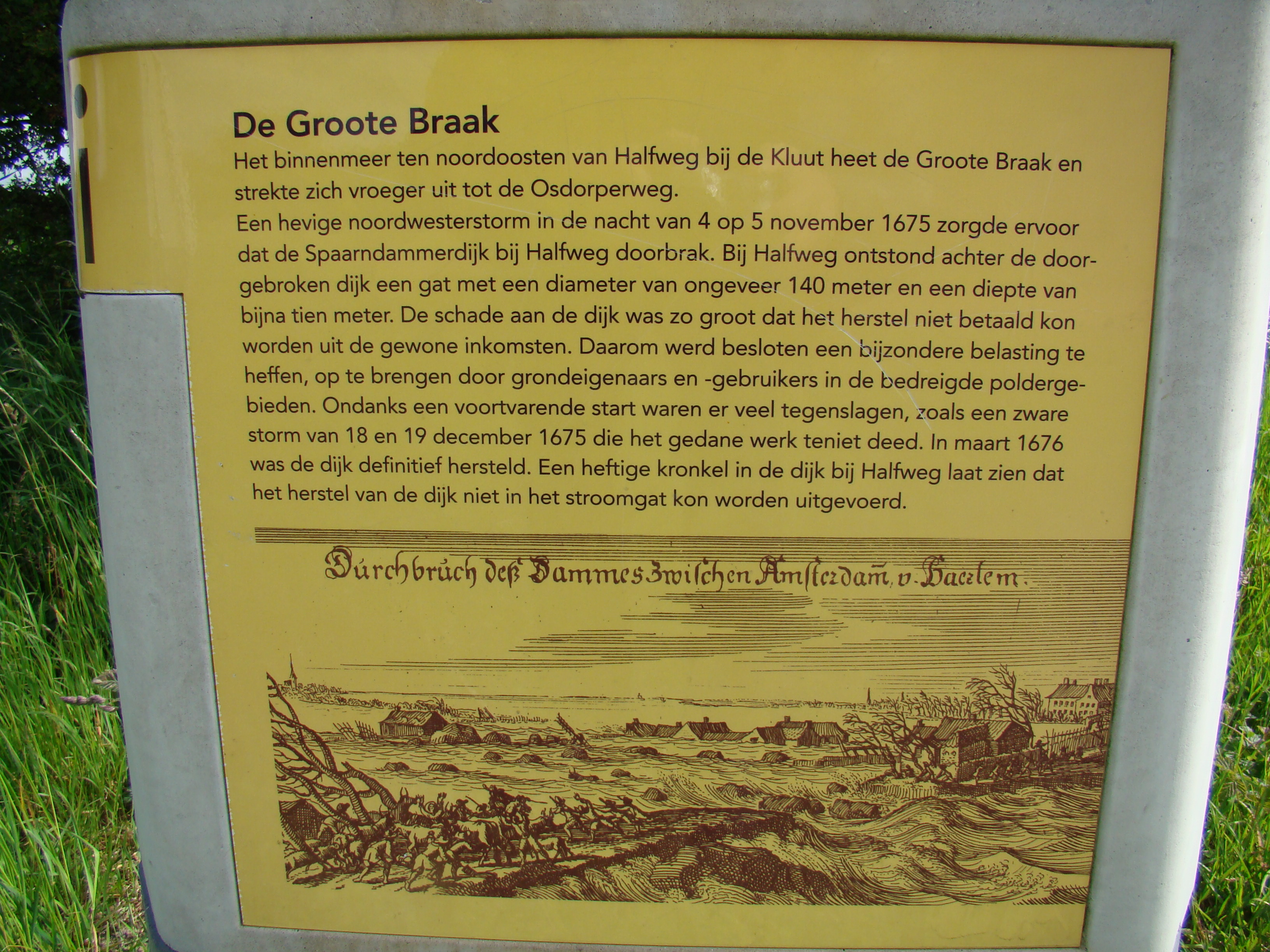
Informatiepaneel op de Spaarndammerdijk bij Halfweg
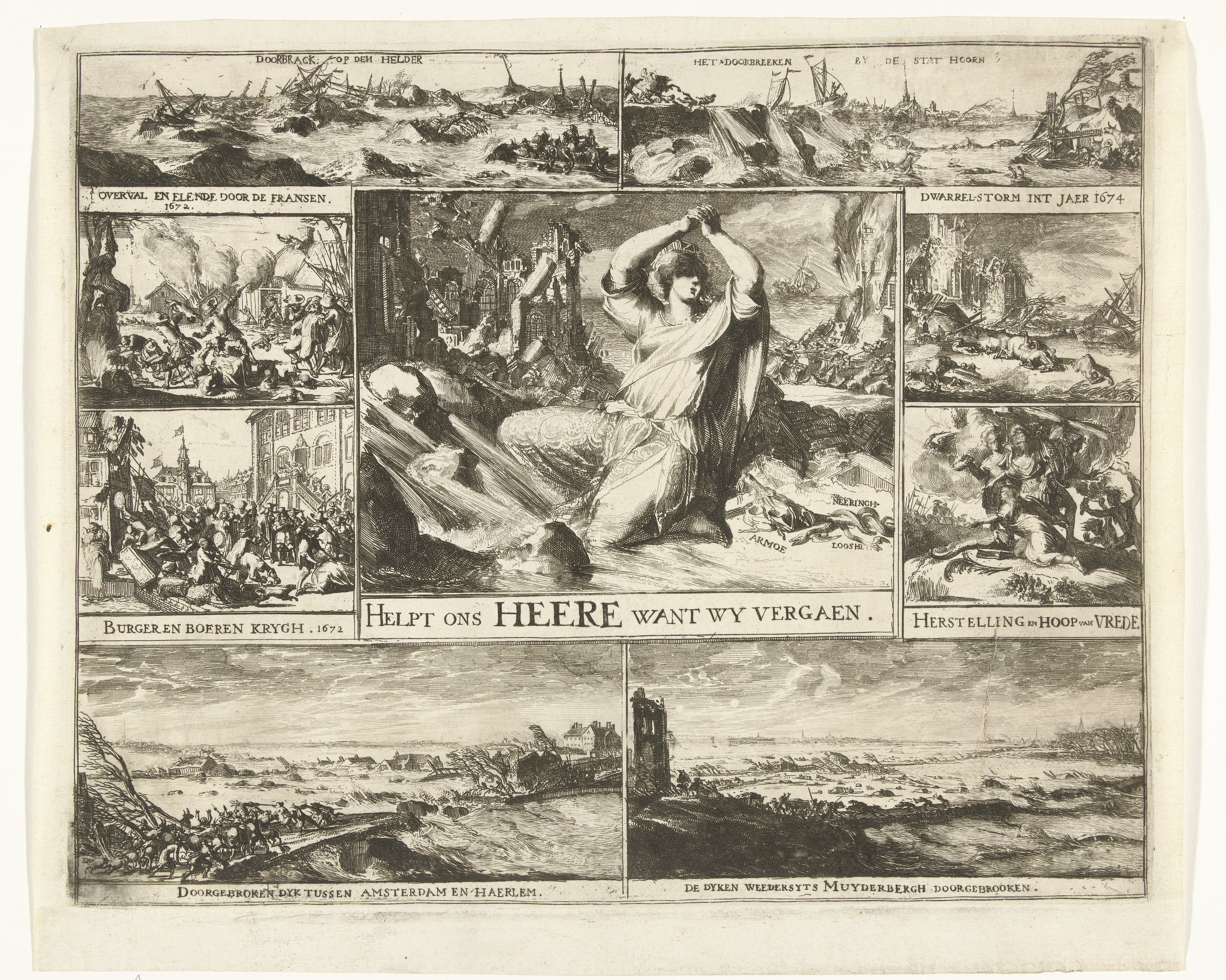
Klacht over de rampspoed in de Republiek tussen 1672 en 1675
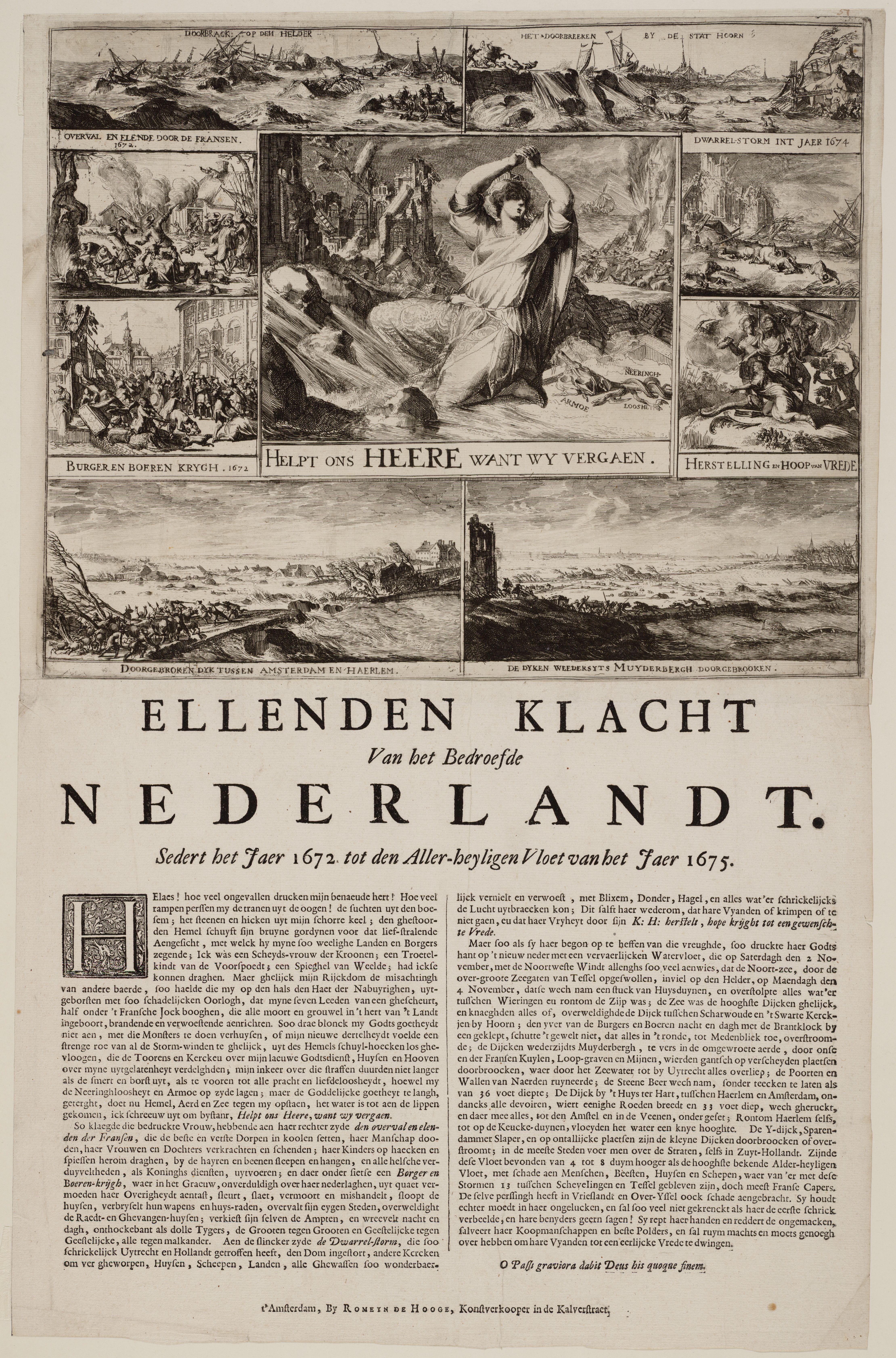
Romeyn de Hooghe, Ellenden Klacht Van het Bedroefde Nederlandt, 1675